# Iselin Solheim
Iselin Løken Solheim (sinh ngày 20 tháng 6 năm 1990) là một ca sĩ-nhạc sĩ Na Uy trong thể loại nhạc pop, với thể loại dân gian và nhạc điện tử.

## Sự nghiệp
Iselin sinh ra ở Naustdal, nằm ở Sogn og Fjordane, Na Uy và bắt đầu sự nghiệp ca hát ở tuổi rất trẻ. Năm 2009, sau khi tốt nghiệp trường trung học phổ thông, cô tham gia cuộc thi Skiringssal Folkehøgskule, nơi mà cô học âm nhạc và sau đó bắt đầu tự viết bài hát. Năm 2010 cô tham gia The Institute for Performing Arts ở Liverpool, nơi cô học "những thể loại nhạc nổi tiếng và công nghệ âm thanh". Ở đây cô được mở rộng như một họa sĩ/biểu diễn, bắt đầu với dự án mới và nuôi dưỡng sự nghiệp âm thanh.
Trở về từ nước Anh, cô bắt đầu xuất bản những bản hát đơn như "What's Happening". Solheim tạo điểm nhấn với vị trí của cô ấy ở sân khấu âm nhạc Scandinavian với bản hát đơn của cô, "The Wizard of Us". Trở lại Na Uy, hãng Bisi Record đã ký hợp đồng với cô ngay lập tức. Theo chân cô ấy với bản bài hát đơn với "What's Happening", với một giai điệu được nhận sự ủng hộ rộng rãi và được phát trên chương trình "Song of the Week" của đài phát thanh quốc gia Radio Norge.
Bản nhạc được hợp tác với bản nhạc EDM Faded của Alan Walker được phát hành năm 2015 và Sing Me To Sleep từ năm 2016, mặc dù cô đã được sự tin tưởng của các nghệ sĩ miêu tả.
Solheim ở tại Oslo.

## Danh sách bài hát

### Đĩa đơn

#### Với vai trò nghệ sĩ chính
| Năm  | Tên bài hát        |
| ---- | ------------------ |
| 2012 | "What's Happening" |
| 2013 | "The Wizard of Us" |
| 2013 | "Oracle"           |
| 2015 | "Giants"           |
| 2016 | "Listen"           |

### Với vai trò nghệ sĩ được giới thiệu
| Năm  | Tên bài hát                              | Album         |
| ---- | ---------------------------------------- | ------------- |
| 2013 | "Usynlig" (Cir.Cuz feat. Iselin Solheim) | Vi Er Cir.Cuz |

### Các bài hát khác
| Năm  | Tên bài hát    |
| ---- | -------------- |
| 2010 | "Coloured Sky" |

### Các bài hát hợp tác
| Năm  | Tên bài hát        | Nghệ sĩ     | Thể loại |
| ---- | ------------------ | ----------- | -------- |
| 2015 | "Faded"            | Alan Walker | - Thu âm |
| 2016 | "Sing Me to Sleep" | Alan Walker | - Thu âm |

### dăfawfeaedfa
| Năm  | Tựa đề             |
| ---- | ------------------ |
| 2013 | "The Wizard of Us" |

#### Với vai trò nghệ sĩ được giới thiệu
| Năm  | Tựa đề              |
| ---- | ------------------- |
| 2013 | "Usynlig" (Cir.Cuz) |